# Orgilus dovnari
Orgilus dovnari är en stekelart som beskrevs av Vladimir Ivanovich Tobias 1986. Orgilus dovnari ingår i släktet Orgilus och familjen bracksteklar. Arten är reproducerande i Sverige. Inga underarter finns listade i Catalogue of Life.